# Prospalta leucospila
Prospalta leucospila là một loài bướm đêm trong họ Noctuidae.